# Эквифокальная гиперповерхность
Эквифокальная гиперповерхность (или гиперповерхность Дюпена) — гиперповерхность в пространственной форме, у которой значение главных кривизн и их кратности одинаковы во всех точках.

## Примеры
- Сферы являются эквифокальными.
- Граница {\displaystyle r}-окрестности геодезического подпространства.

## Свойства
- Эквидистанта эквифокальной гиперповерхности эквифокальна.